# Château de Bierbais
Le château de Bierbais est une grande demeure de style néo-classique située à Hévillers, section de la commune de Mont-Saint-Guibert, dans la province du Brabant wallon en Belgique.

## Historique
La seigneurie de Bierbaix sous Hévillers, comme représentée au XVIe siècle dans l'album de Croÿ, échut à Béatrice de Berghe, baronne de Cusance qui la vendit en 1652 à Gabriel le Fébure puis son fils Jacques pour rester dans la même famille pendant 209 ans via les d'Honradt, de Monte vers 1772, van Beeck et les de Man de Lennik. Corneille de Man fût trésorier de la ville d'Anvers et seigneur des deux Lennik, de Watermael et son château, d'Auderghem.
À la Révolution française, Hyacinthe de Man acheta de nombreux biens pour agrandir son domaine de Bierbais. Charles-Joseph de Man de Lennik, père de Hyacinthe et amateur de plantes rares, acquit de nombreux spécimens à grands prix pour agrandir sa collection. Sa sœur, Anne Marie de Man de Lennik participa à l'embellissement des nouvelles serres chaudes , très à la mode en Europe. Charles-Joseph de Man de Lennik mourut à Bierbais en 1834.
Anne Marie de Man-de Pape recevait régulièrement sa nombreuse famille pour les visites de ses « merveilleuses serres », parmi lesquelles se trouvaient les de Cloeps-van Male de Ghorain, grands collectionneurs d'orchidées, et leur petit-fils, Adrien Iweins-van Male qui disposait en son château de Roborst d'une des plus belles collections de palmiers.

## Classement
Le parc fait l'objet d'un classement au titre des monuments historiques depuis le 1er février 1977. le site comprend dans son ensemble le parc à l'anglaise, le château classique, l'ancien donjon du XIIe siècle ainsi qu'une ferme au sud, une chapelle privée au nord, une orangerie à l'est et une conciergerie à l'ouest.

## Architecture
La partie la plus ancienne du château de Bierbais remonte au dernier quart du XVIIIe siècle.
Le château de deux niveaux est transformé en style néo-classique vers 1826 par la famille de Man de Lennik.
À l'imposante bâtisse édifiée en briques et calcaire et enduit en jaune ocre est accolé un jardin d'hiver d'un seul niveau terminé par un chevet arrondi, érigé au premier quart du XIXe siècle vers 1829. Cet ajout fut construit par Hyacinthe de Man de Lennik comme salle de bal avec grand buffet d'orgue.
Près de la chapelle du domaine, la famille de Man a créé une cascade enrochée alimentée en eau par un canal enfoui dans le sol. Cette eau vive alimente un grand étang entièrement creusé. L'ancienne tour-donjon dans le parc est, au début du XIXe siècle, rehaussée et coiffée d'une superstructure faite d'une charpente en bois recouvert d'ardoises ainsi que quatre échauguettes placées aux quatre coins. La tour romantique fut souvent représentée  dans les revues pittoresques du XIXe siècle. Cette « coiffe » disparut vers 1907.
L'architecte de jardin Petersen dessina en 1825 le parc à l'anglaise, style très en vogue à l'époque. En contrebas du château, une grande serre remarquable abritait la collection de plantes exotiques des De Man.